# معتمدية سيدي بورويس
معتمدية سيدي بورويس إحدى معتمديات الجمهورية التونسية، تابعة لولاية سليانة.